# Siguiri (Präfektur)

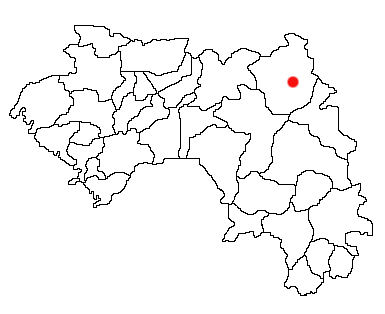
Lage von Stadt und Präfektur Siguiri in Guinea

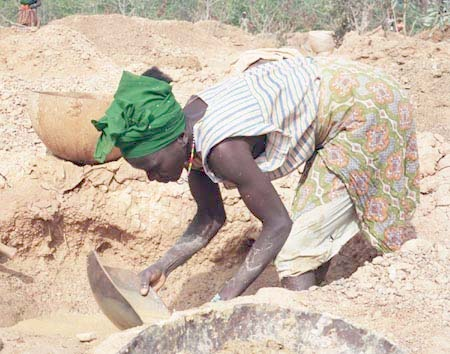
Minenarbeiterin in Siguiri; auch Frauen arbeiten in den Goldminen

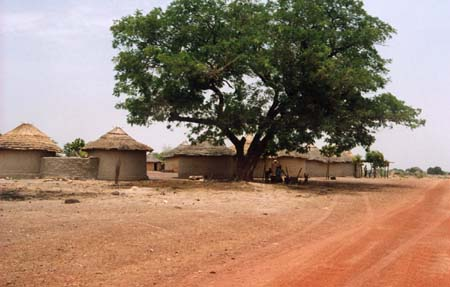
Dorf in Siguiri

Siguiri ist eine Präfektur in der Region Kankan des westafrikanische Staats Guinea mit etwa 243.000 Einwohnern. Wie alle guineischen Präfekturen ist sie nach ihrer Hauptstadt, Siguiri, benannt.
Die Präfektur liegt im Osten des Landes, grenzt an Mali und umfasst eine Fläche von 19.750 km². Damit ist Siguiri die flächenmäßig größte Präfektur Guineas.
Der Niger fließt durch Siguiri nach Mali weiter. Es gibt hier Goldvorkommen, die abgebaut werden, wobei jedoch die Minenarbeiter auch als Risikofaktor für die Verbreitung von HIV bzw. AIDS in der Region gelten.